# جيزيلا غليندي
جيزيلا غليندي (بالألمانية:Gisela Glende) المولودة باسم جيزيلا تراوتز(بالألمانية:Gisela Trautzsch) (من مواليد : 30 أكتوبر 1925 - 3 فبراير 2016) هي مسؤولة سابقة في حزب الوحدة الاشتراكي في ألمانيا الشرقية . عملت بين عامي 1968 و 1986 كرئيس لمكتب المكتب السياسي، كانت مسؤولة عن إعداد جداول الأعمال وإعداد التقارير ومحاضر اجتماعات بوليبورو .